# Clarsbach
Clarsbach (fränkisch: Gloaschba) ist ein Gemeindeteil des Marktes Roßtal im Landkreis Fürth (Mittelfranken, Bayern). Clarsbach liegt in der Gemarkung Buchschwabach.

## Geographie
Unmittelbar westlich des Kirchdorfes entspringt das Clarsbacher Bächlein, ein rechter Zufluss des Weihersmühlbachs, der wiederum ein rechter Zufluss der Bibert ist. Der Ort ist unmittelbar von Acker- und Grünland mit vereinzeltem Baumbestand umgeben. Im Osten wird die Flur Eselsheide genannt, im Westen Egelsee. 1 km nordwestlich liegt das Waldgebiet Im Sand, 0,5 km südlich das Waldgebiet Im Zuckermandel. Dort befindet sich der Holzbuck (410 m ü. NHN). Unmittelbar nördlich des Ortes liegt der Sandbuck.
Die Kreisstraße FÜ 22 verläuft nach Raitersaich (1,7 km südwestlich) bzw. nach Roßtal (2,5 km nordöstlich). Die Kreisstraße FÜ 20 verläuft nach Fernabrünst (2,5 km nordwestlich).

## Geschichte
Der Bach wurde um 800 als „Claraspah“ in der Markbeschreibung des Regensburger Benediktinerklosters St. Emmeram erstmals urkundlich erwähnt. Die Bedeutung des Bachnamens ist unklar. Eine Ableitung von „klar“ ist nicht möglich, da das Adjektiv erst im Mittelhochdeutschem in Gebrauch ist. Der Ort selbst wurde im Salbuch des Klosters Heilsbronn von 1402 als „Clarspach“ erstmals urkundlich erwähnt. Das Kloster Heilsbronn erwarb dort zwei Höfe.
Gegen Ende des 18. Jahrhunderts gab es in Clarsbach 9 Anwesen. Das Hochgericht übte das brandenburg-ansbachische Richteramt Roßtal aus. Die Dorf- und Gemeindeherrschaft hatte das Kastenamt Dietenhofen-Bonnhof. Über die bayreuthischen Untertanen übte das brandenburg-bayreuthische Stadtvogteiamt Markt Erlbach im begrenzten Umfang aus. Grundherren waren das Kastenamt Cadolzburg (1 Hof, Hirtenhaus), das Kastenamt Bonnhof (2 Höfe, 1 Halbhof, 1 Haus), die Nürnberger Eigenherren von Holzschuher (2 Höfe) und von Stromer (1 Gut).
Von 1797 bis 1808 unterstand der Ort dem Justiz- und Kammeramt Cadolzburg. Im Rahmen des Gemeindeedikts wurde Clarsbach dem 1808 gebildeten Steuerdistrikt Buchschwabach und der im selben Jahr gegründeten Ruralgemeinde Buchschwabach zugeordnet. 1 Anwesen unterstand in der freiwilligen Gerichtsbarkeit bis 1812 dem Patrimonialgericht von Stromer.
Im Rahmen der Gebietsreform in Bayern wurde Clarsbach am 1. Mai 1978 nach Roßtal eingemeindet.

### Ehemaliges Baudenkmal
- Haus Nr. 6: am Straßengiebel des zweigeschossigen Massivbaues (wahrscheinlich mit Benutzung des barocken Unterbaues im 19. Jahrhundert neu errichtet) Steintafel mit Bauernhauszeichen und Inschrift „17 MK 87“.[11]

### Einwohnerentwicklung
| Jahr      | 001818 | 001840 | 001861 | 001871 | 001885 | 001900 | 001925 | 001950 | 001961 | 001970 | 001987 | 001997 | 002007 | 002018 | 002023 |
| Einwohner | 78     | 99     | 72     | 87     | 103    | 88     | 87     | 169    | 241    | 225    | 180    | *176   | *174   | *173   | *174   |
| Häuser    | 11     | 12     |        |        | 16     | 15     | 16     | 18     | 44     |        | 51     |        |        |        |        |
| Quelle    | [ 13 ] | [ 14 ] | [ 15 ] | [ 16 ] | [ 17 ] | [ 18 ] | [ 19 ] | [ 20 ] | [ 21 ] | [ 22 ] | [ 23 ] | [ 1 ]  | [ 1 ]  | [ 1 ]  | [ 1 ]  |

## Religion
Der Ort ist seit der Reformation evangelisch-lutherisch geprägt und bis heute nach St. Laurentius (Roßtal) gepfarrt. Die Einwohner römisch-katholischer Konfession sind nach Christkönig (Roßtal) gepfarrt. Sie 1959 gibt es im Ort die katholische Filialkirche Maria Königin.